# Obernau (Netphen)
Obernau war zuletzt ein Ortsteil der neuen Großgemeinde Netphen im Kreis Siegen in Nordrhein-Westfalen. Er wurde aufgrund des Baus der Obernautalsperre aufgelöst. Durch den Ort floss der gleichnamige Bach Obernau. Die Gemarkung des Ortes betrug 584 ha.

## Geschichte
Um 1300 fand die erste Erwähnung des Ortes als „Obirna“ statt. Zur gleichen Zeit wurden Mühlen erwähnt, die Obernauer Mühle lag in Brauersdorfer Gemarkung. Eine exakt datierte Urkunde vom 3. Juni 1311 nennt den Ort als „Overnha“. 1643 übten laut einem Güterverzeichnis fünf der sechs Hausbesitzer den Beruf des Köhlers aus. 1896 wurde der „Obernauer Weiher“ angelegt.
1925 waren von den 89 Einwohnern 38 katholisch, 30 evangelisch und 21 sonstiger Konfession. Die Gesamtfläche der Ortsgemarkung war 584 ha groß. Eingerichtet waren ein Postamt, eine Freiwillige Feuerwehr sowie eine Wasserversorgung und eine Elektrizitätsversorgung des Zweckverbandes Netphen. Die Gemeindevertretung bestand aus sechs Sitzen, Gemeindevorsteher war Schmallenbach. Obernau gehörte evangelisch wie katholisch zum Kirchspiel Netphen.
Zwischen 1806 und 1813 gehörte der Ort zum „Kanton Netphen“ im Großherzogtum Berg, unter preußischer Verwaltung wurde dann die „Bürgermeisterei Netphen“ geschaffen. Ab 1844 gehörte Obernau dann zum Amt Netphen.
1936 wurde an der Mündung des Nauholzbaches im Zuge von Brauersdorfer Wasserreservoiruntersuchungen ein Häuschen zur Niederschlagsmessung aufgestellt.
Im Oktober 1964 wurde Wilhelm Klein (CDU) zum Bürgermeister und Amtsvertreter gewählt. Stellvertreter wurde Karl Groos (CDU).
1964 begannen die Arbeiten an der geplanten Talsperre. Im Zuge des Baues mussten die Orte Obernau und Nauholz ganz sowie ein Teil des benachbarten Brauersdorf weichen. Die meisten Gebäude wurden „warm abgebrochen“. 1968 wurde der Ort komplett aufgelöst und abgerissen. Im Zuge der Gemeindereform, die am 1. Januar 1969 in Kraft trat, wurde Obernau zwar noch der neuen Gemeinde Netphen zugeteilt, zu diesem Zeitpunkt bestand der Ort allerdings nicht mehr. Die Gemarkung Obernau gibt es formal noch. 1971 wurde die Talsperre fertiggestellt.

### Einwohnerzahlen
Einwohnerzahlen des Ortes:
| Jahr | Einwohner |
| ---- | --------- |
| 1818 | 84        |
| 1885 | 80        |
| 1895 | 84        |
| 1905 | 93        |
| 1910 | 84        |

| Jahr | Einwohner |
| ---- | --------- |
| 1925 | 89        |
| 1933 | 88        |
| 1939 | 81        |
| 1950 | 118       |
| 1961 | 114       |

| Jahr | Einwohner |
| ---- | --------- |
| 1963 | 107       |
| 1964 | 113       |
| 1965 | 51        |
| 1967 | 36        |
| 1968 | 10        |